# Heinz Hornig
Heinz Hornig (Gelsenkirchen, 28 settembre 1937) è un allenatore di calcio ed ex calciatore tedesco, di ruolo attaccante.

## Carriera

### Club
Ha militato un anno nello Schalke 04 e tre stagioni nel Rot-Weiss Essen prima di approdare, nel 1962, al Colonia, con il quale ha giocato otto stagioni vincendo la Coppa di Germania 1968.
Ha concluso la carriera coi belgi del RWD Molenbeek, dove è rimasto dal 1970 al 1973.

### Nazionale
Debutta nella Nazionale della Germania Ovest nel 1965 e fa parte della spedizione tedesca ai Mondiali del 1966 in Inghilterra. Ha vestito la casacca della Nazionale per 7 volte.

## Palmarès
- Coppa di Germania: 1

Colonia: 1968